# Proses
Proses est un recueil de poèmes en prose publié par Pierre Jean Jouve  au Mercure de France en 1960. 
Le titre du recueil évoque Le Spleen de Paris - Petits poèmes en prose de Charles Baudelaire, à qui Pierre Jean Jouve emprunte deux titres : Les Foules, et La Douce Visiteuse. Certains poèmes sont des récits, des rêves, des aveux, etc. d'autres sont consacrés à des lieux ou des objets, d'autres encore à des concepts : le Verbe, l'Abîme, la Beauté, etc..
Il y évoque aussi la figure mythique d'Hélène, qui traverse son oeuvre, et écrit pour Blanche Reverchon (Madame Blanche Jouve), après 35 ans de vie commune, un poème, Trésor, qui commence ainsi : « J’ai un trésor qui est toi, et bien que sans cesse menacé par le Temps voleur : trésor. » ,,,.

## Témoignage
Dès mai 1960, Charles de Gaulle, président de la République française depuis un an et quelques mois, écrit à l'auteur, à propos de ce recueil : « Proses m'a enchanté (...). Vous m'avez prouvé, une fois de plus, que dans ce " mauvais âge " défini par la voiture, la radio, l'image, le journal... il n'est de vie possible que verticalement, en dehors, par un assemblage de sons, de couleurs et de mots. »

## Court-métrage
- Pierre Jean Jouve, par Pierre Beuchot. 26 minutes, 1991. Documentaire sur ce poète et sur ce recueil, une de ses dernières publications[7].